# 4 كوتشينة (فلم)
4 كوتشينة هُوَ فِيلْمُ كوميدي-موسيقي مِصْرِيٌّ، مِنْ إِخْرَاجِ مُحَمَّدٍ جَمَالُ وَتَأْلِيفٍ حَازِمٍ مُتَوَلِّي. الفِيلْمُ مِنْ بُطُولَةِ أوكا وأورتيجا وشحتة كاريكا وَهِيَامُ جباعي. كَانَ الاِسْمُ المَبْدَئِيُّ لِلفِيلْمِ هُوَ (وَاحِدٌ يُسَوَّقُ وَاِتْنَيْن فِي الصُّنْدُوقِ)، كَمَا يُعْتَبَرُ هَذَا الفِيلْمُ هُوَ التَّعَاوُنُ الثَّانِي بَيِّنٌ ثُلَاثِيٌّ الغِنَاءِ الشَّعْبِيِّ: أوكا، أورتيجا، شحتة كاريكا، بَعْدَ فِيلْمِهِمْ (8٪). صَدَرَ الفِيلْمُ فِي 2014، وَحَقَّقَ رُدُودَ فِعْلٍ جَيِّدَةً.
تاريخ عرض الفيلم يوافق يوم عرفة لسنة 1436 هـ.

## ملخص القصة
تَحْكِي قِصَّةُ الفِيلْمِ عَنْ 3 شَبَأبٍ وَفَتَاةُ تَجَمُّعُهُمْ رَوَأبِطَ الصَّدَاقَةِ والألفة مُنْذُ نُعُومَةِ أَظْفَارِهُمْ، وَيَعِيشُونَ مَعًا فِي إِحْدَى المَنَاطِقِ الشَّعْبِيَّةَ، وَعَلَى الرَغْمِ مِنْ سَفَرِ مَيَّادَةَ (هِيَامُ جباعي) إِلَى خَارِجِ البِلَادِ مَعَ عَائِلَتِهَا وهي لَمْ تَبْلُغْ بَعْدَ الخَامِسَةِ مِنْ عُمَرُهَا، إِلَّا أَنَّ الغُرْبَةَ لَمْ تَنْسَهَا أَصْدِقَاءَهَا قَطُّ، لِذَلِكَ عِنْدَمَا تَعُودُ لِلعَيْشِ مُجَدَّدًا فِي القَاهِرَةِ بَعْدَ تَخَرُّجِهَا مِنْ الجَامِعَةِ، تُقَأبَلُ أَصْدِقَائِهَا وَتُسَاعِدُهُمْ فِي تَكْوِينِ فِرْقَةٍ لِلغِنَاءِ الشَّعْبِيِّ.

## طاقم العمل
- أوكا
- أورتيجا
- شحتة كاريكا
- هيام جباعي
- عايدة رياض
- علاء مرسي
- حسن عبد الفتاح
- أحمد بدير
- غسان مطر
- مروى
- منذر رياحنة
- وليد منصور
- أحمد الطحاوي

## روابط خارجية
- مقالات تستعمل روابط فنية بلا صلة مع ويكي بيانات